# Путь Самоделкина
«Путь Самоделкина» — экспериментальный видеофильм группы Vidiot снятый в 2009 году по мотивам одноимённого текста художественной группы Инспекция «Медицинская герменевтика» (П. Пепперштейн и С. Ануфриев).

## Обзор
Видеофильм «Путь Самоделкина» создан творческой группой «Видиот», сформировавшейся в процессе обучения в Московской школе фотографии и мультимедиа им. А. Родченко в мастерской видеоарта Кирилла Преображенского и работы над видеожурналом VIDIOT.
Фильм снят по мотивам текстов художественной группы Инспекция «Медицинская герменевтика» (П. Пепперштейн и С. Ануфриев), которые легли в основу оригинального сценария. «Путь Самоделкина» — это своеобразная попытка коллективного осмысления различных явлений московской художественной сцены последних тридцати лет. В их числе детская литература и иллюстрация, московская концептуальная школа, соцарт, радикальный перформанс, московский акционизм, психоделическая поэзия и электронная клубная культура.

Фильм стал результатом необычного творческого эксперимента, в ходе которого группа молодых художников попыталась освободиться от традиционных методов и стереотипов производства «большого кино». При создании фильма участники съемочной группы отказались от общепринятого распределения профессиональных функций и производственной иерархии, и стали исследовательской группой, участники которой на протяжении шести месяцев работы над фильмом вели закрытый интернет-блог.

## Сюжет
Главному герою (Феликсу) поручают разыскать автора работ, найденных в мастерской умершего художника (Льва Васильева). На протяжении своего расследования он встречает удивительных персонажей и многое познаёт о современном искусстве, в том числе, неожиданные подробности своего прошлого.
Главные герои фильма, с их моделями поведения, списаны с «Клуба весёлых человечков» журнала «Весёлые картинки», для которого в своё время рисовало множество нынешних классиков современного искусство (Кабаков, Пивоваров, Гороховский и др.). При этом каждый из персонажей-человечков является собирательным образом различных деятелей российской арт-сцены последних 30 лет. Как, например, Петрушка — собирательный образ московского акционизма, работающего с темой телесности.
Съёмки проходили в знаковых, с точки зрения истории совриска, местах: бывшая мастерская Кабаков, Киевогорское поле, ВДНХ, Винзавод, etc. А к участию в съёмках привлекались непосредственные участники художественных процессов различных лет от самих медгерменевтов и Андрея Ерофеева, до Арсения Жиляева и группы «Бомбилы». В одной из ролей в фильме появляется Дэвид Линч.
Основной целью видеофильма являлось проявление 90-х и выявление мерцания концептуального наследия 80-х в современной арт-среде.

## В ролях
- Илья Коробков — Феликс
- Ксения Горелова — Майя
- Леонид Студеникин — Игорь
- Андрей Головин — Незнайка
- Дарья Кириллова — левый активист Антонио
- Надежда Гришина — Петро
- Даниил Зинченко — Деревянный
- Антон Акимов — Паша, который приехал из Праги
- Пётр Жуков — Толик
- Андрей Ерофеев — Галерист
- Дэвид Линч — незнакомец во сне
- Сергей Ануфриев — поэт в радио Сергей Ануфриев
- Кирилл Преображенский — дух 90-х
- Владимир Гаврилов — профессор Щедровицкий

## Производственная группа
- Режиссура: Пётр Жуков[2]
- Продюсеры: Кирилл Преображенский, Илья Коробков[2]
- Сценарий: Леонид Студеникин, Пётр Жуков[2]
- Операторская работа: Антон Акимов, Роман Абульханов
- Композитор: ТНЕ НЕТ (Валерий Васюков)
- Звукорежиссёр: Антон Курышев
- Художник-постановщик: Дарья Кириллова
- Художественный руководитель: Кирилл Преображенский